# 소림용문방
《소림용문방》(少林搭棚大師, Return To The 36th Chamber)은 중국에서 제작된 유가량 감독의 1980년 영화이다. 개봉명은 《돌아온 36방》이다. 권영문 등이 주연으로 출연하였고 정창화 등이 제작에 참여하였다.

## 출연

### 주연
- 권영문
- 유가휘
- 김기종
- 장일도

### 조연
- 혜영홍
- 왕룡위
- 소후
- 소후
- 위백
- 왕금봉
- 등위호
- 왕청하
- 화륜
- 이경주
- 우취령
- 진사가
- 정묘
- 석강
- 양청청
- 강도
- 장일도

## 기타
- 조명: 오영권
- 녹음: 손인호
- 미술: 이봉선
- 무술감독: 유가량